# Colaspis pini
Colaspis pini är en skalbaggsart som beskrevs av Barber 1937. Colaspis pini ingår i släktet Colaspis och familjen bladbaggar.

## Underarter
Arten delas in i följande underarter:
- C. p. pini
- C. p. schotti